# Ostrawica
Ostrawica (cz. Ostravice, niem. Ostrawitz(a)) – rzeka we wschodnich Czechach w kraju morawsko-śląskim, prawy dopływ górnej Odry.
Wypływa z gór Beskidu Morawsko-Śląskiego jako Bílá Ostravice (Biała Ostrawica) i Černá Ostravice (Czarna Ostrawica). Oba potoki (Biała uznawana za główny) łączą się we wsi Stare Hamry i płyną dalej już jako Ostrawica m.in. przez Frydek-Mistek i Ostrawę, gdzie uchodzi do Odry.
Na górnym biegu Ostrawicy w końcu lat 60. XX w. wybudowano zaporę wodną Šance, dzięki której powstał zbiornik wodny Šance. Ważniejsze dopływy to m.in. Čeladenka, Morawka, Łucyna.

## Większe dopływy
Od połączenia Białej i Czarnej Ostrawicy, większymi dopływami są:
- Červík (lewy)
- Velký potok (lewy)
- Jamník (prawy)
- Poledňana
- Řečice (prawy)
- Mazák (prawy)
- Bučací potok (lewy)
- Sepetný (prawy)
- Řasník ze Stříbrníkem (lewy)
- Čeladenka (lewy)
- Bílý potok (prawy)
- Frýdlantská Ondřejnice (lewy)
- Satina (prawy)
- Sibudov (prawy)
- Lubenec (prawy)
- Bystrý potok (prawy)
- Baštice (prawy)
- Morávka (prawy)
- Podšajarka (prawy)
- Ostravická Datyňka (prawy)
- Olešná (lewy)
- Lučina (prawy)

## Granica
Rzeka stanowi historyczną granicę między Morawami i Śląskiem Cieszyńskim, jak również między dawnymi (archi)diecezjami ołomuniecką i diecezją wrocławską. Po raz pierwszy granica ta została uregulowana pomiędzy Władysławem, księciem opolsko-raciborskim a nowym królem czeskim Przemysłem Ottokarem II na mocy specjalnego dokumentu królewskiego wystawionego w grudniu 1261. Po powstaniu nowego księstwa cieszyńskiego w 1290 granica ta została potwierdzona po raz kolejny na mocy dyplomu zawartego 2 sierpnia 1297 pomiędzy Mieszkiem cieszyńskim a biskupem ołomunieckim Dytrykiem. Od 1327 księstwo cieszyńskie stanowiło lenno Królestwa Czech, co zmniejszyło znaczenie tej granicy.
W ramach administracji austriackiej granica śląsko-morawska na Ostrawicy została de facto zniesiona w latach 1783 do 1848 wraz z utworzeniem gubernium morawsko-śląskiego, podobnie jak w administracji czechosłowackiej 1 grudnia 1928 roku wraz z utworzeniem Ziemi Morawskośląskiej (cz. Země Moravskoslezská) ze stolicą w Brnie. Granicą kościelną przestała być Ostrawica w 1996 po utworzeniu diecezji ostrawsko-opawskiej.